# Heisdorf (Wintger)
Heisdorf (luxemburgisch Heesdrefⓘ, französisch Hamiville) ist eine Ortschaft in der Gemeinde Wintger, Kanton Clerf im Großherzogtum Luxemburg.

## Lage
Heisdorf liegt im Ösling auf einer Höhe von 470 Metern. Durch den Ort verläuft die Nationalstraße 12. Nachbarorte sind im Norden Crendal, im Nordosten Wintger im Osten Bögen und im Westen Trottenerstraße.

## Allgemeines
Heidorf ist ein ländlich geprägtes Dorf und gehörte bis zur Gemeindefusion 1977 zur ehemaligen Gemeinde Bögen.
Die Ortsmitte beherrscht die Kirche St. Nikolaus. Weitere Sehenswürdigkeit ist der Wasserturm.